# Leistungshüten

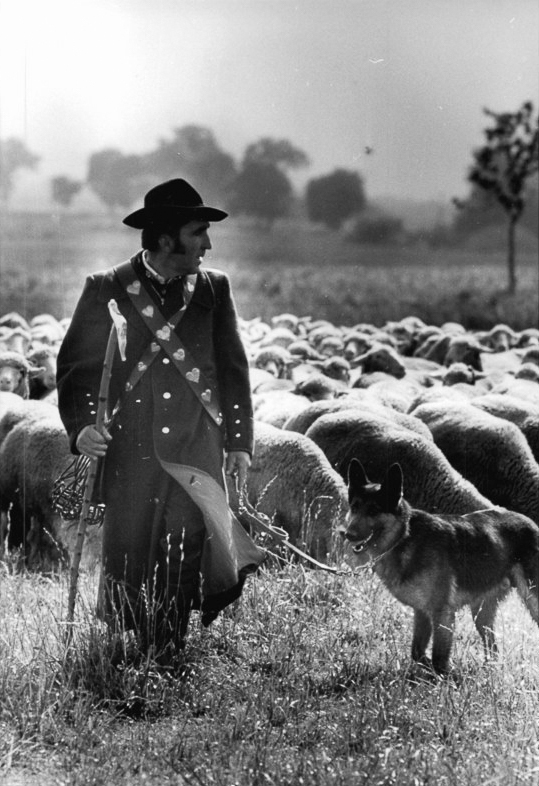
Schweriner Bezirksmeisterschaften im Leistungshüten 1986

Leistungshüten (Hütewettbewerbe/Trials) gehört wie der Schutzhund zu den Gebrauchsprüfungen für den arbeitenden Hund, den Gebrauchshund.  Beim Leistungshüten wird das Zusammenspiel von Hirte und Hund(en) bewertet, das Treiben und Zusammenhalten der Herde.
Beispielhaft wird hier das Leistungshüten des Vereins für Deutsche Schäferhunde kurz angerissen.
Beim Leistungshüten haben Hirten und Hunde Aufgaben zu erfüllen, die bewertet werden:
1. Auspferchen. Eine fremde Herde von mindestens 200 Tieren wird vom Schäfer mit 2 Hunden aus einem Pferch (umzäuntes Gelände) herausgetrieben. Nachdem die Herde den Pferch verlassen hat, halten die Hunde die Herde zusammen.
2. Brücke. Die Herde muss über eine Brücke, oder simulierte Brücke, getrieben werden. Die Hunde verhindern, dass Schafe an der Brücke vorbeilaufen.
3. Hindernisse, Verkehr:  Die Aufgabe ist, die Herde eine breite Straße entlang zu treiben. Die Hunde sollen dafür sorgen, dass sie durch den Verkehr nicht gefährdet wird, indem sie sich zwischen Herde und Fahrzeugen bewegen.
4. Verhalten im weiten Gehüt. Ein weites Gehüt kann eine große Fläche sein, die nicht eingezäunt ist, die Schafe sollen nur einen Teil benutzen. Die Hunde patrouillieren um die Herde und halten sie im erlaubten Gebiet großräumig zusammen.
5. Verhalten im engen Gehüt. Hier ist der Raum sehr beschränkt, die Schafe stehen und fressen also auf sehr engem Raum. Da die Enge bewirkt, dass die Schafe die Tendenz haben, den Raum zu verlassen, haben die Hunde sehr viel zu tun.
6. Engweg: Ein langer und enger Treibweg. Die Hunde müssen die Herde auf dem Weg halten und verhindern, dass sie an den Seiten durch Fressen Schaden anrichten.
7. Einpferchen: mittels der Hunde wird die Herde in einen Pferch getrieben.

Alle diese Punkte werden einzeln und mit unterschiedlichen Punktzahlen bewertet. Während der ganzen Zeit werden zudem Gehorsam, Fleiß und Selbstständigkeit bewertet, die Richter achten darauf wie der einzelne Hund seine Aufgaben erfüllt und wie er zum Beispiel mit Schafen umgeht, die die Herde verlassen haben.
Es gibt noch andere Hütewettbewerbe, die anderen Ansprüchen genügen, mit weniger zu hütenden Tieren oder mit nur einem Hund.